# Godley & Creme
Godley & Creme – brytyjski duet, istniejący w latach 1976–1988, wykonujący muzykę z gatunku progresywnego pop-rocka. W latach 80. pionier nowoczesnych technik wideo w tym morfingu.

## Historia

### Lata 70.
Kevin Godley i Lol Creme, brytyjscy wokaliści i multiinstrumentaliści dołączyli w 1970 roku do zespołu Hotleg, który później przekształcił się w 10cc. Zespół ten na początku lat 70. często pojawiał się na brytyjskich listach przebojów, odnosząc sukces również na rynku amerykańskim przebojem „I’m Not in Love”. W listopadzie 1976 roku Godley i Creme opuścili 10cc. Powodem było niezadowolenie z kierunku, w jakim podążał zespół oraz chęć zrobienia czegoś własnego, co byłoby interesujące od strony muzycznej, a czego nie mogli zrealizować w ramach zespołu. Utworzyli duet. Skonstruowali efekt gitarowy gizmotron o wielkich możliwościach brzmieniowych, umożliwiający gitarze tworzenie dźwięków o symfonicznej fakturze. Wymyślone przez nich urządzenie stało się inspiracją dla ich debiutanckiego albumu Consequences z 1977 roku. Był to album koncepcyjny mający za temat człowieka walczącego z Matką Naturą. Od strony muzycznej był w znacznej części instrumentalny. Partie wokalne wykonali Godley i Creme oraz zaproszeni goście, legenda jazzu Sarah Vaughan i komik Peter Cook. Potrójny album, z eterycznymi pejzażami dźwiękowymi i emocjonalnymi efektami orkiestrowymi nie mógłby liczyć na sukces komercyjny w jakiejkolwiek epoce, a w 1977 roku dodatkowo musiał rywalizować z punkiem, z trudem znajdując nabywców. Został źle przyjęty przez krytyków, którzy zarzucali muzykom jego pretensjonalność i nadmierną długość. Krytyczne opinie i słaba sprzedaż albumu bardzo zaciążyła na dalszej karierze duetu, ale muzycy zdołali kontynuować współpracę. Kolejne ich albumy, L i Freeze Frame, były prostsze, jeśli chodzi o skalę, ale nie mniej ryzykowne muzycznie, W 1979 roku Godley i Creme zrealizowali swój pierwszy teledysk „An Englishman In New York”, hit znaczący w Europie, ale stosunkowo zignorowany na Wyspach.

### Lata 80.
Dopiero w 1981 roku muzykom udało się przełamać złą passę singlem „Under Ypur Thumb”, który 9 grudnia tego samego roku doszedł do 3. miejsca na UK Singles Chart; wcześniej, 21 listopada 7. miejsce osiągnął singiel „Wedding Bells”. Oba pochodziły z albumu Ismism. Jednak największy komercyjny sukces i uznanie krytyki Godley i Creme osiągnęli w latach 80. jako pionierzy techniki wideo. Dobrą passę zapoczątkował Steve Strange, lider zespołu Visage, który po obejrzeniu „An Englishman In New York” zaproponował muzykom nakręcenie teledysku do piosenki „Mind of a Toy”, wydanej 2 marca 1981 roku. Potem Godley i Creme zrealizowali szereg teledysków, między innymi dla: The Police („Every Breath You Take”), Duran Duran („Girls on Film”), Herbiego Hancocka („Rockit”) i Frankie Goes to Hollywood („Two Tribes”). Ale ich najważniejszym osiągnięciem miał się stać teledysk do ich własnego utworu „Cry” (1985), w którym znalazł się pionierski przykład morfingu, techniki polegającej na nakładaniu się dwóch twarzy. Kilka lat później reżyser John Landis poszedł tą samą drogą (choć w kolorze) wykorzystując tę technikę pod koniec teledysku „Black or White” Michaela Jacksona. „Cry” stał się jedynym przebojem duetu na rynku amerykańskim dochodząc 5 października 1985 roku do 16. miejsca na liście przebojów Hot 100. Muzycy nie zdołali jednak zdyskontować tego sukcesu i w 1988 roku wydali swój ostatni album, Goodbye Blue Sky, po czym zakończyli działalność i poszli własnymi drogami.
W 2017 roku ukazał się na rynku złożony z 5 CD box set, dokumentujący 10-lecie działalności duetu. Znalazły się w nim jego albumy studyjne: L, Freeze Frame, Ismism, Birds Of Prey, History Mix Part 1 i Goodbye Blue Sky oraz nagrania z singli.

## Skład
- Kevin Godley – śpiew
- Lol Creme – śpiew, gitara

## MTV Video Music Awards
Duet zdobył 4 nagrody MTV Video Music Awards (wszystkie w kategorii: MTV Video Vanguard Award), a 6 razy był nominowany:
- 1984 The Police: „Every Breath You Take” (1983) – nominacja w kategoriach: Best Art Direction in a Video, Best Editing in a Video, Best Direction in a Video,
- 1984 Herbie Hancock: „Rockit” (1984) – nagroda w kategoriach: Best Special Effects in a Video (samodzielnie), Best Art Direction in a Video (wspólnie z Jamesem Whitingiem), Best Editing in a Video (wspólnie z Roo Aikenem),
- 1985 – nagroda
- 1986 Godley & Creme: „Cry” (1985) – nominacja w kategoriach: Video of the Year, Best Concept Video, Viewer’s Choice.

## Dyskografia
- Consequences (1977)
- L (1978)
- Freeze Frame (1979)
- The History Mix (1985)
- Goodbye Blue Sky (1988)